# حوضه قطب جنوب – آیتکن

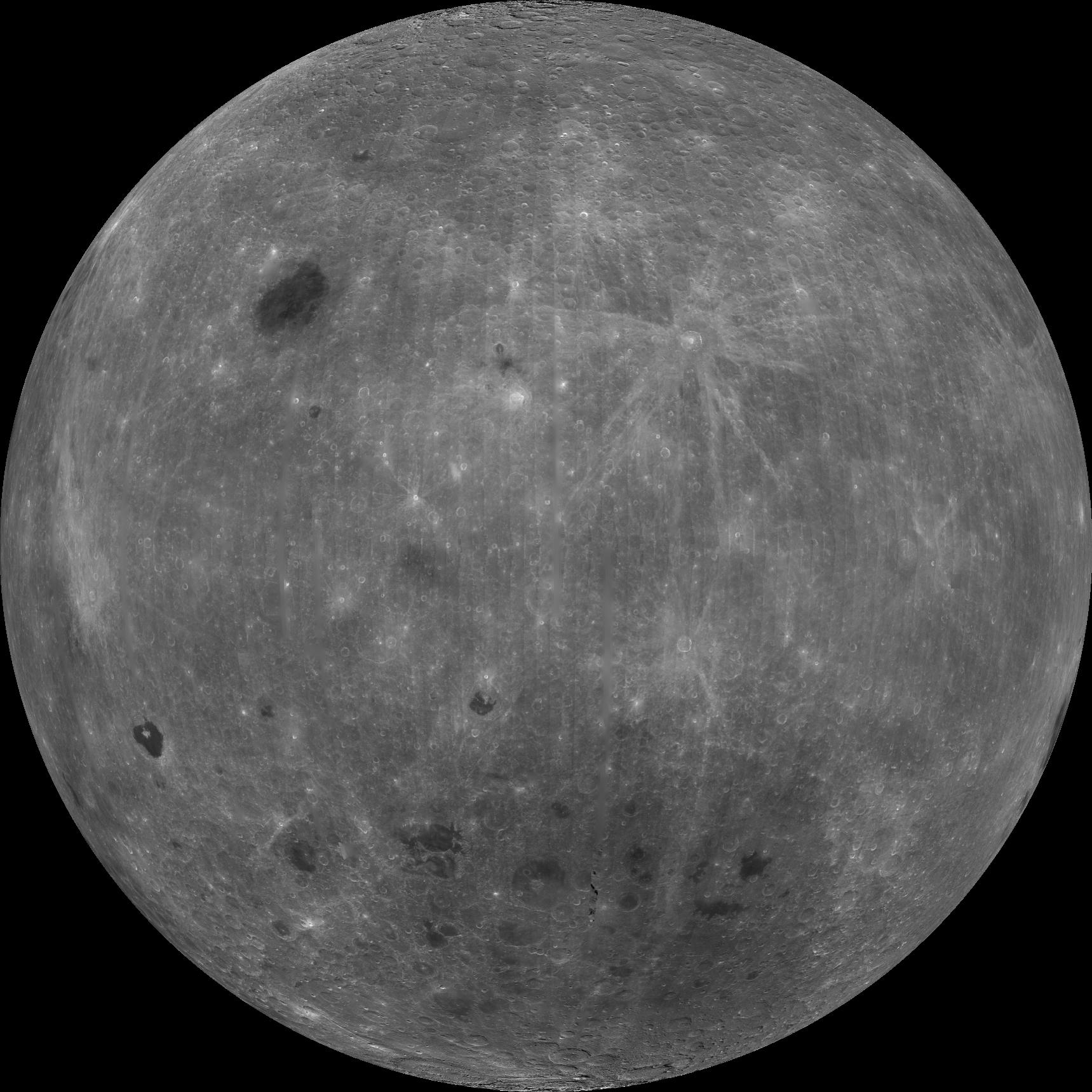
سمت پنهان ماه. حوضه قطب جنوب-آیتکن به رنگی تیره‌تر در بخش پایینی این سمت از ماه دیده می‌شود.

حوضه قطب جنوب-آیتکن نام یک دهانهٔ برخوردی بر روی سطح کره ماه است.
این دهانه در سمت پنهان ماه جای گرفته و یکی از بزرگ‌ترین دهانه‌های برخوردی در تمام سامانه خورشیدی است. قطر این دهانه، در حدود ۲۵۰۰ کیلومتر و ژرفای آن ۱۳ کیلومتر است.
نام این حوضهٔ برخوردی از نام دو پدیده جغرافیایی در دو سوی آن گرفته شده‌است: دهانه آیتکن در شمال و قطب جنوب ماه در انتهای آن.
لبه‌ای از این حوضه را می‌شود از کره زمین به شکل زنجیره‌ای بزرگ از کوه‌ها در کنارهٔ جنوبی ماه دید. حوضه قطب جنوب-آیتکن بزرگ‌ترین، قدیمی‌ترین و ژرف‌ترین دهانه برخوردی شناسایی شده بر روی ماه است.

## یافته شدن
وجود حوضه‌ای بسیار بزرگ در سمت پنهان ماه از سال ۱۹۶۲ بر روی نگاره‌های کاوشگرهای آغازین هم‌چون لونا ۳ و زوند ۳، گمانه‌زنی شده بود ولی زمین‌شناسان در میانه‌های دههٔ ۱۹۶۰ با دست یافتن به عکس‌های برنامه مدارگرد ماه توانستند اندازه واقعی این حوضه را دریابند.